# Stazione di Kōtōen
La stazione di Kōtōen (甲東園駅?, Kōtōen-eki) è una fermata ferroviaria delle Ferrovie Hankyū situata nella città di Nishinomiya, nella prefettura di Hyōgo, e serve la linea Imazu delle Ferrovie Hankyū.

## Linee
Ferrovie Hankyū
■ Linea Hankyū Imazu

## Struttura
La stazione è dotata di due binari passanti con due marciapiedi laterali in superficie collegati da un sovrappassaggio.
| Bin. ovest | ■ Linea Imazu | per Nigawa, Sakasegawa e Takarazuka               |
| Bin. est   | ■ Linea Imazu | per Nishinomiya-Kitaguchi, Hanshin-Kokudō e Imazu |

## Stazioni adiacenti
| «                 | Servizio            | »                 |
| Linea Hankyū Kobe | Linea Hankyū Kobe   | Linea Hankyū Kobe |
| ----------------- | ------------------- | ----------------- |
| Nigawa            | Locale Semiespresso | Mondo-Yakujin     |